# 環境たばこ煙

粒子状物質の分類（マイクロメートル）

環境たばこ煙（かんきょうたばこえん、英: environmental tobacco smoke、略称: ETS）とは、たばこの喫煙行為の主流煙の呼出煙と、吸引目的でない立ち消え防止のために燃焼性を良くする加工によって燃焼を続けることで生じる副流煙により周囲に拡散される有害な有臭混合気体である。拡散による希釈や、フィルター方式でPM2.5粒子成分を除いて無色、無臭となる物も含む。環境たばこ煙（ETS）への曝露は、受動喫煙と呼ばれる。

## 発生
平均的喫煙行為で30秒に2秒の11回主流煙を吸い、呼出煙になる。肺喫煙か口喫煙かで成分はいくらか変わる。この間6分は副流煙を発生する。その合計の主要な成分は一酸化炭素60 mg/本、ニコチン5 mg/本、タール30 mg/本、アンモニア7 mg/本、窒素酸化物5 mg/本、アセトアルデヒド3 mg/本、その他アセトアルデヒド類3 mg/本、有機化合物4 mg/本、である。
空気拡散により喫煙1本あたり1000 m3ほどで希釈をされても、においが検出される。屋外では、風の具合で10 m以上拡散される。屋内の喫煙室周辺では出入り口周辺と、喫煙場から喫煙者の移動によって、その動線や、職場内に拡散される。喫煙室は強制換気による排気をするが、喫煙室から漏れたETSの換気はできず、徐々に濃厚になる。家庭の喫煙はベランダ、換気扇下などと家庭内ルールを設けても室内への広がりを十分には予防できない。喫煙者が1～2時間毎の数分の喫煙としても、ETSはその時間だけでなく、その後も長時間残留することが多い。
さらに喫煙行為がない状態でも、喫煙者が吐く息に含まれる喫煙由来成分、衣服、壁、カーテン繊維に固着したタールなどから発散する喫煙由来成分を含む。浮遊粒子状物質と気相成分を含むが空気清浄機のフィルターによるPM2.5粒子状物質を除いた状態や、消臭剤で臭いをマスクや脱臭して透明、無臭の状態としたものを含む。

## 物性

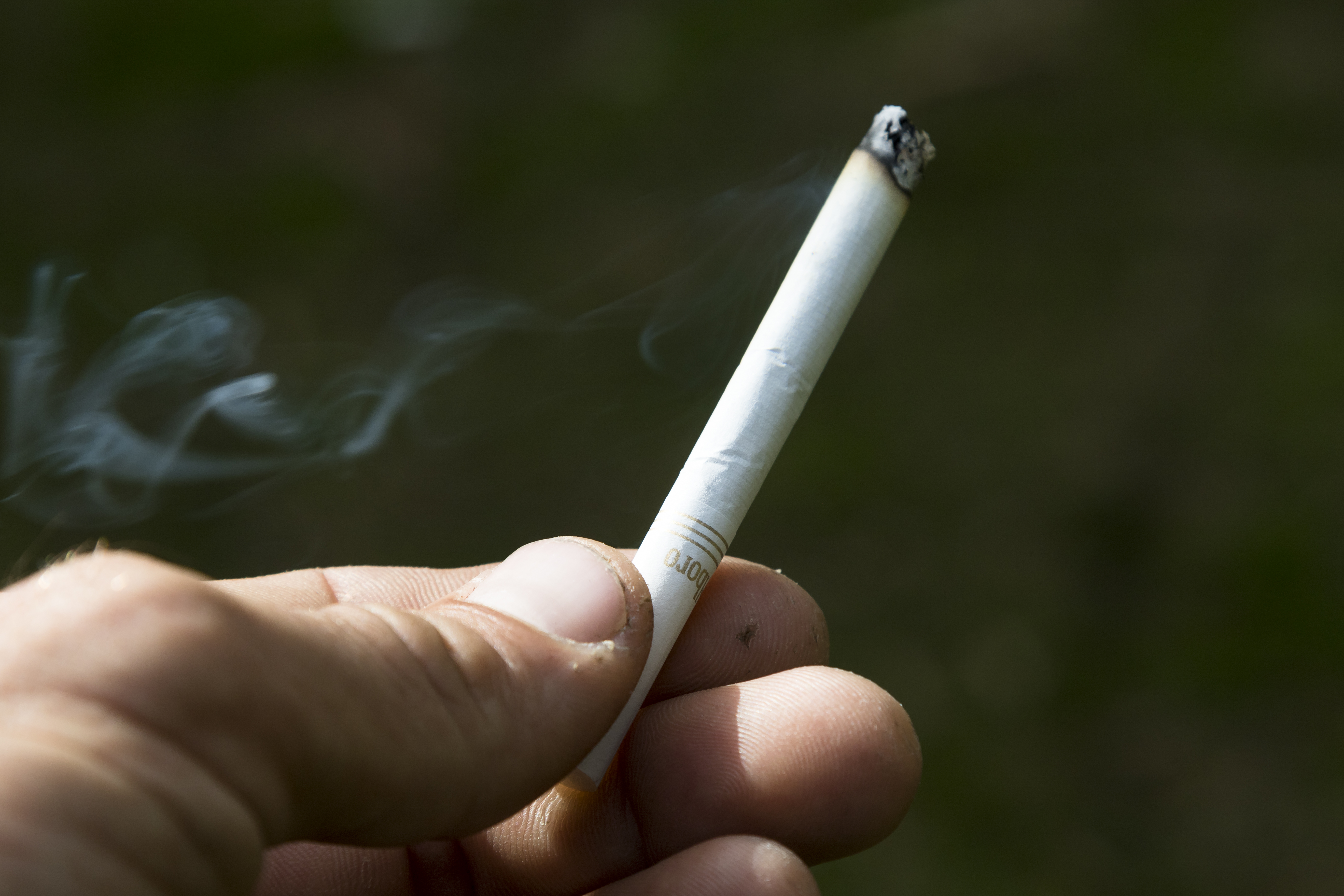
副流煙

ETSは、4千種の気体と浮遊粒子状物質の混合物である。400種類は人体に生理的に及び健康上に悪影響を与える発癌物質または有害化学物質である。肉眼で煙状に見える状態は極めて濃厚な状態で危険である。微粒子の大きさは、0.01-1.0 μmの範囲にわたるPM2.5といわれる浮遊粒子状物質であり、非常に細かいため、空気と同様に流れ拡散する。また喫煙者の肺胞の奥にまで入り込む。人の動きにまとわりつくので「分煙」と言う方法で完全に隔離することは不可能である。
また、ETSは喫煙後の吐息にも含まれ、粒子状物質PM2.5は10分ほど検出され家庭や職場空間を汚染している。一酸化炭素は数時間検出される。喫煙周期が1時間ほどなので、常に数十ppmの一酸化炭素で家庭や職場空間を汚染している。また頭髪や衣服などに付着し、悪臭等の原因となる。

### ニトロソアミン類
ニトロソアミン類はETSに含まれ、ナス科の野菜であるタバコに含まれる化合物である。類似にはジャガイモを焦がしすぎても発生するとされる。（ニトロソ化合物も参考の事）ニトロソアミン類は発癌性を持つとされ、中でもN-ニトロソノルニコチンと 4-(メチルニトロソアミノ)-1-(3-ピリジル)-1-ブトンが最も強い発癌性を持つと言われている。700 ng/本を発生している。

### 多環式芳香族炭化水素
多環式芳香族炭化水素では、少なくとも10種の化合物が、ETS中の発癌物質とされている。ベンツピレンはその中で最も強い発癌性をもつ多環式芳香族炭化水素のひとつとされている。ベンツピレンは120 ng/本を発生している。

## ETS排出量
米国では、毎年647トンのニコチン、5860トンの浮遊粒子状物質（SPM）、3万トンの一酸化炭素が喫煙によって排出されていると試算されている。

## ETS曝露
空気中のニコチン濃度は、感度・特異度の高い受動喫煙の指標とされており、特定の場所において受けるETS曝露の評価に用いられる。オフィスでは0 μg/m3付近から30 μg/m3、喫煙家庭(ニコチン濃度1-10 μg/m3)との報告がある。現在、ETS存在のマーカーとしてPM2.5による相関の一致性が認められてデジタル粉塵計による記録を多くの研究者が採用している。
一方、特定の人が受けたETS曝露の評価に用いられる物質は、「バイオ・マーカー」と呼ばれる。バイオ・マーカーにはしばしば、ニコチンの代謝物であるコチニンが利用される。尿検査が使われる。ニコチンの唾液の検査も有効である。
呼気の一酸化炭素を測定する方法も簡易的に有効である。バックグラウンドが大気1 ppm以下のところ、受動喫煙を避けている者は2 ppm、避ける努力をしていないと4から8 ppmにもなる。家庭で受動喫煙を受けている子供や家族は10 ppm以上となることもある。なお、喫煙者は20から40 ppmとなり、数時間で減るが、禁断症状で1時間程度で喫煙を繰り返すので、常に数十ppmの一酸化炭素で家庭や職場空間を汚染している。換気の悪い密室の電車や飛行機内での多くの喫煙者との乗車・搭乗はETS曝露の状態である。

### 建築設計とETS曝露
現在の空調システムのみでは、ETS曝露をなくすことは不可能であり、むしろETSを建物じゅうに撒き散らすことになる。ビルや地下街の喫煙所や喫煙・分煙飲食店の付近では空調の吹き出しから、ETSを受ける。

## ETS曝露の現状
非喫煙者の大多数が、受動喫煙を強いられていることは確実とされているが、米国ではその程度は20年間で減少したとされる。また、受ける曝露の程度は国によって異なる。家庭と仕事場が、最もETSに曝露されやすい場所である。低所得者層ほどETSに曝露される傾向にある。レストラン・酒場・ギャンブル場・乗物では、ETSへの曝露が続いている。また、隣家住民のベランダや庭や換気扇下での喫煙によって喫煙者のいない自宅においても曝露されるケースも続いている。